# SecureAPlus
SecureAPlus — бесплатная программа для защиты компьютера от вирусных угроз и вредоносного программного обеспечения. Приложение сочетает в себе инструменты для мониторинга и обнаружения угроз в режиме реального времени с функциями анализа подозрительных объектов с использованием 12 антивирусных движков сторонних разработчиков.

## Функции

### Принцип работы
Приложение состоит из антивирусного ядра ClamAV, работающего в офлайн-режиме, специального алгоритма для распознания опасных программ на основании доверенного списка, а также функции анализа подозрительных объектов в облачном хранилище с использованием сервиса VirusTotal. После запуска утилита анализирует все расположенные на локальных дисках файлы и вносит их в доверенный список. После формирования списка все новые файлы проверяются на безопасность с помощью облачного хранилища. Во время работы в офлайн-режиме используется движок ClamAV.

### Основные характеристики
- Сканирование системы в режиме реального времени.
- Автоматическое обновление сигнатур.
- Принудительное сканирование объектов.
- Сопоставление файлов с доверенным списком приложений.
- Интеграция с сервисом VirusTotal.
- Работа в офлайн-режиме.
- Поддержка командной строки.

### Облачный анализ
Для проверки объектов применяется 12 из всех доступных движков, использующихся сервисом VirusTotal, — Ahnlab, AVG, Avira, BitDefender, ClamWin, Emsisoft, ESET, McAfee, Microsoft Security Essentials, QuickHeal, Sophos, TotalDefence.

### ClamAV
Пользователь может отключить использование антивируса ClamAV и вместо него применять другое антивирусное ПО.

### Совместимость с антивирусными программами
SecureAPlus может работать автономно или совместно с другим антивирусным ПО.

## Версии программы
SecureAPlus Freemium — базовая версия программы.
SecureAPlus Premium — расширенная версия приложения, отличается поддержкой нескольких машин, возможностью приоритетного сканирования объектов в сервисе VirusTotal, наличием функции отправки уведомлений на электронную почту в случае обнаружения угрозы. Также данная версия включает в себя инструмент для дистанционного поиска компьютера на основании IP-адреса, используемого для подключения к Интернет.

### Языки интерфейса
- Английский
- Русский

С июля 2016 года (версия 4.3.0) пользователи SecureAPLus получили возможность переключиться на бета-версию русскоязычного интерфейса антивируса. Однако перевод был выполнен лишь частично и со значительными семантическими ошибками. Разработчики SecureAPLus обратились к порталу Softobase за помощью в переводе и адаптации меню на русский язык. В данный момент команда Softobase работает над созданием полноценной русскоязычной версии SecureAPLus.
- Французский
- Германский
- Индонезийский
- Японский
- Польский
- Вьетнамский
- Китайский (традиционный)
- Китайский (упрощенный)

## Лицензия
Для активации лицензии SecureAPlus Fremium на первый год использования необходимо наличие подключения к Интернет. Разработчики предлагают получить лимитированную по времени или бессрочную лицензию на полную версию программы за счет привлечения новых пользователей или перейти платно на версию SecureAPlus Premium.
Стоимость лицензии для SecureAPlus Premium — $2 ежемесячно или $22.50 за год.

## История
19.08.2014 Добавление нового «облачного» движка Sophos. Облачный контейнер теперь содержит 12 движков.
15.03.2016 Официальный релиз стабильной 4-й версии программы (версия 4.2.0).
25.07.2016 Появление неполной русской версии интерфейса.

## Системные требования
- Процессор: 2 Ггц Pentium 4
- Оперативная память: 1 ГБ или выше
- Место на жестком диске: 300 МБ
- Файловая система: NTFS
- Разрешение монитора: 1024×768 или выше